# Championnat du monde A de rink hockey masculin 2007
Navigation
Championnat du monde masculin A 2005 Championnat du monde masculin A 2009
L'édition 2007 du championnat du monde masculin A de rink hockey s'est déroulée à Montreux en Suisse, du 16 juin au 23 juin 2007. Il s'agit de la plus importante compétition mondiale de rink hockey ; elle est organisée par le Comité international de rink hockey (CIRH). Elle réunit tous les deux ans les 16 meilleures équipes mondiales. Elle a lieu en alternance avec le championnat du monde B de rink hockey masculin (seconde division mondiale).
Cette édition 2007 a été remportée par l'équipe d'Espagne qui bat l'équipe locale de Suisse en finale. Les équipes de Colombie, des Pays-Bas et des États-Unis terminent aux trois dernières places de la compétition et sont donc reléguées dans le championnat du monde B de rink hockey masculin 2008, se jouant à Johannesburg, en Afrique du Sud.
Le titre de champion du monde A de rink hockey sera remis en jeu lors du championnat du monde A de rink hockey masculin 2009, qui aura lieu à Vigo et Pontevedra, en Espagne.

## Organisation

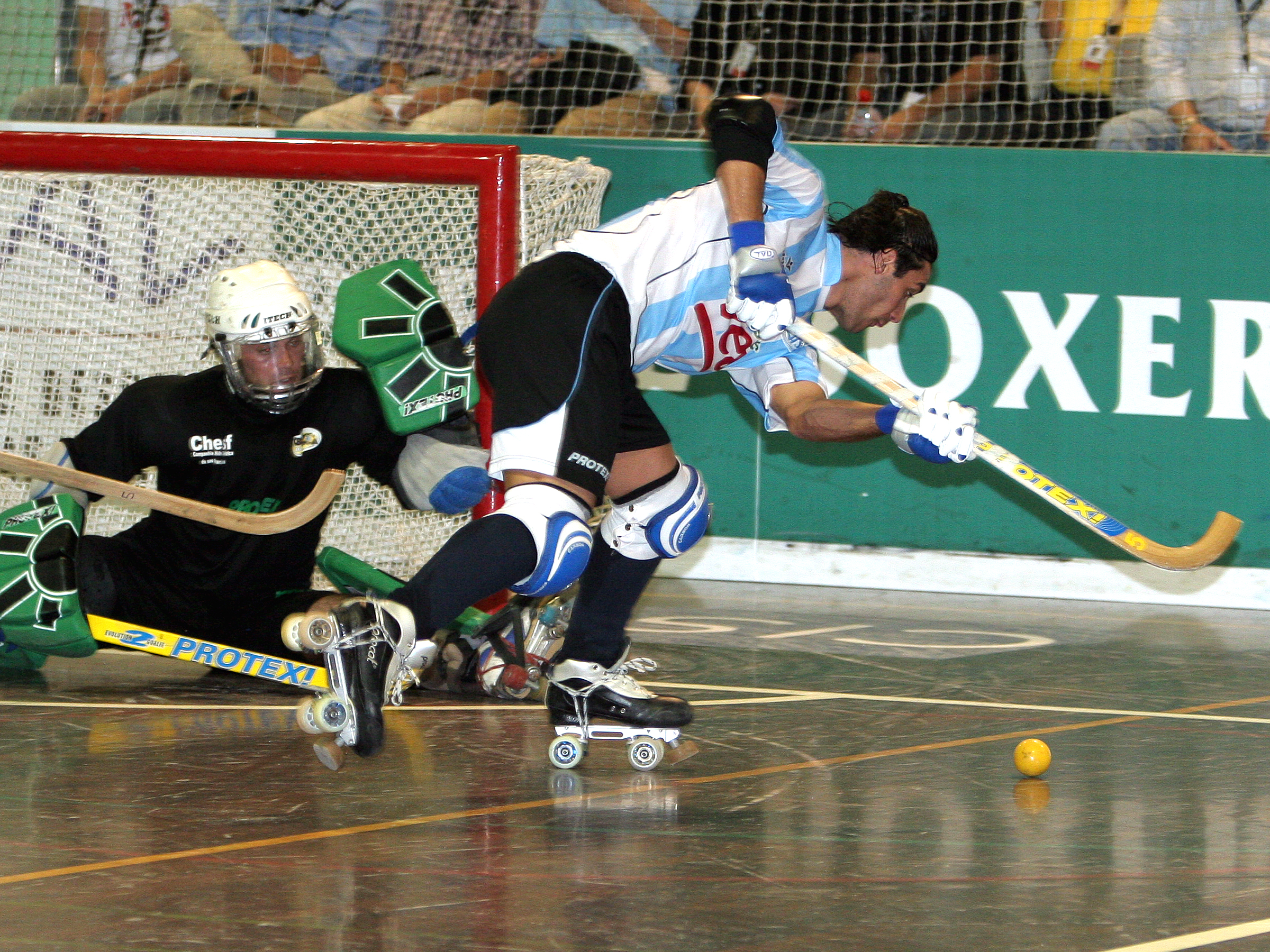
Joueur argentin en position de tir

Fort de l'expérience acquise lors de l'organisation des éditions de la Coupe des Nations, le club suisse du Montreux HC s'est porté candidat dès 2004 pour l'organisation des championnats du monde masculin A. Disposant d'un budget de 900 000 francs suisse, soit un peu moins de 600 000 euros, le comité d'organisation est constitué d'environ 40 personnes, toutes bénévoles,. Le comité, présidé par Jean-Baptiste Piemontesi, a pour objectifs de préparer cet évènement et de garantir le bon déroulement de la compétition (recherche de sponsors, réservations d'hôtels, création d'une salle de presse, accueil des délégations…).
Pendant la manifestation, près de 250 bénévoles épaulent les organisateurs pour assurer l'accueil des spectateurs et des délégations.
Le Comité d'organisation peut également compter sur le concours de deux parrains reconnus en Suisse : Johan Djourou, défenseur d'Arsenal FC et international suisse de football et Bruno Kernen, ancien champion du monde de descente de ski alpin et ancien joueur de rink-hockey à Wimmis/Berne (Suisse).
Un mois après la fin de la compétition, le comité d'organisation a tiré un bilan chiffré de ce championnat du monde via la septième et dernière édition du magazine Mondial News. La compétition a été suivie par 14 700 spectateurs.

### Infrastructures et logistique
Les matchs se déroulent dans la salle du Pierrier à Montreux, une enceinte pouvant accueillir 2 000 spectateurs. La piste de 20 x 40 mètres est en parquet.
Les entraînements ont lieu dans la Halle de la Tronchenaz à Villeneuve, sur une piste en parquet de 20 x 40 mètres, ou dans la Halle de Rennaz sur une piste en carrelage de 17 x 34 mètres.

### Couverture médiatique

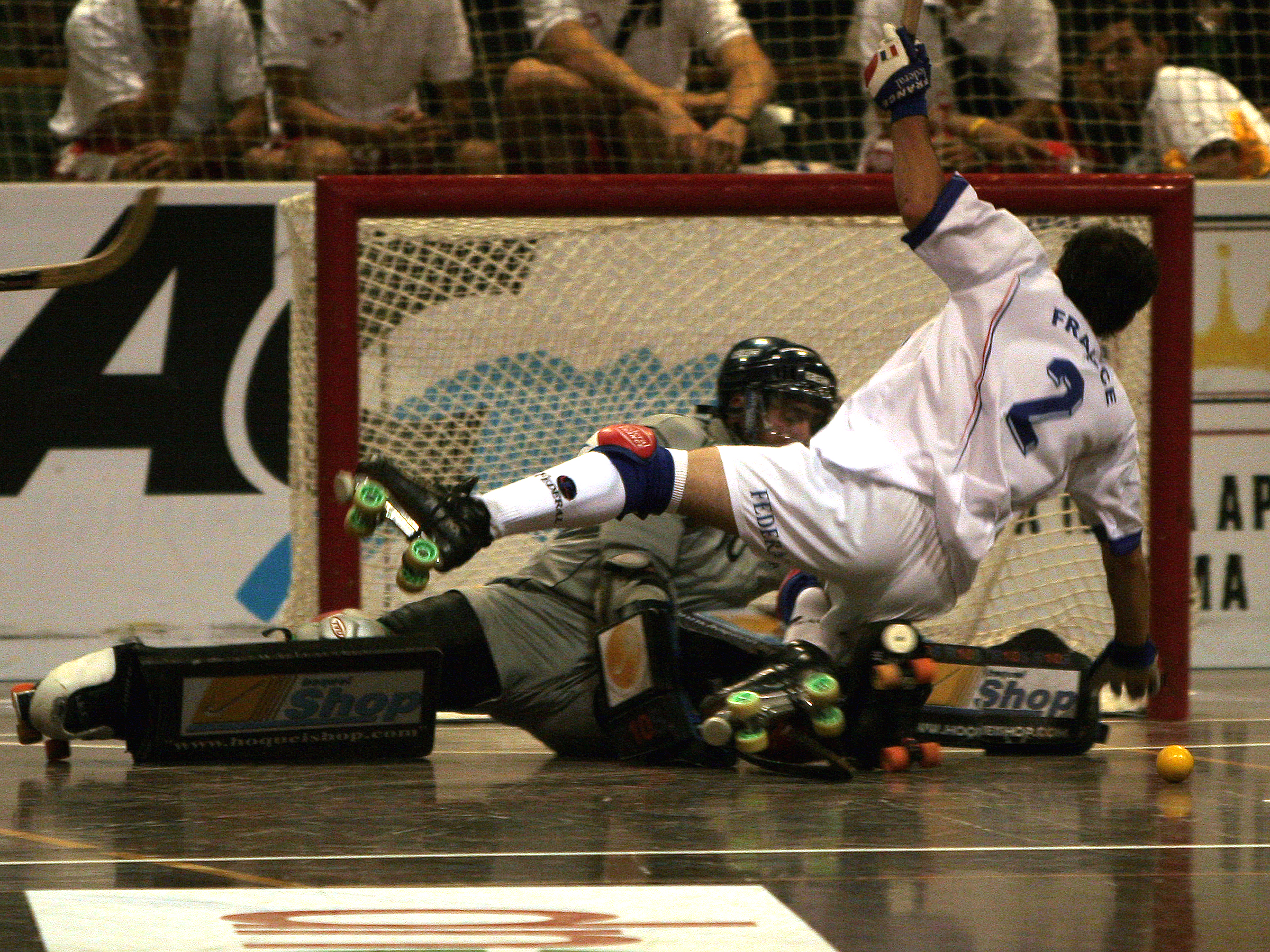
Match de classement France-Portugal

La production d'images télévisuelles est assurée par une équipe de réalisation portugaise. Des matchs du championnat du monde sont retransmis en direct dans les pays où ce sport a une grande notoriété tels que l'Italie, le Portugal, l'Espagne, l'Argentine et l'Angola. Les journalistes accrédités proviennent principalement de ces pays avec notamment vingt-cinq journalistes argentins.
Les matchs ne sont pas retransmis en Suisse, le rink hockey y étant peu connu et faiblement médiatisé. En revanche les radios suisses locales, radiosport.ch et Radio Lac participent à la promotion de la compétition en diffusant des spots radios ainsi que des résumés des matchs.
Dans les médias, finalement, 200 articles de presse ont été rédigés, soit une moyenne de 25 par jour de compétition. 115 journalistes ont couvert l'évènement, avec la plus forte délégation pour l'Argentine qui a envoyé sept radios, sept journaux et une télévision, pour un total de 32 personnes. Le site internet de la compétition a enregistré en moyenne 9 000 visites et 590 000 pages lues quotidiennement. Le pic de fréquentation est enregistré le 18 juin, avec 945 665 pages lues.

### Sponsoring

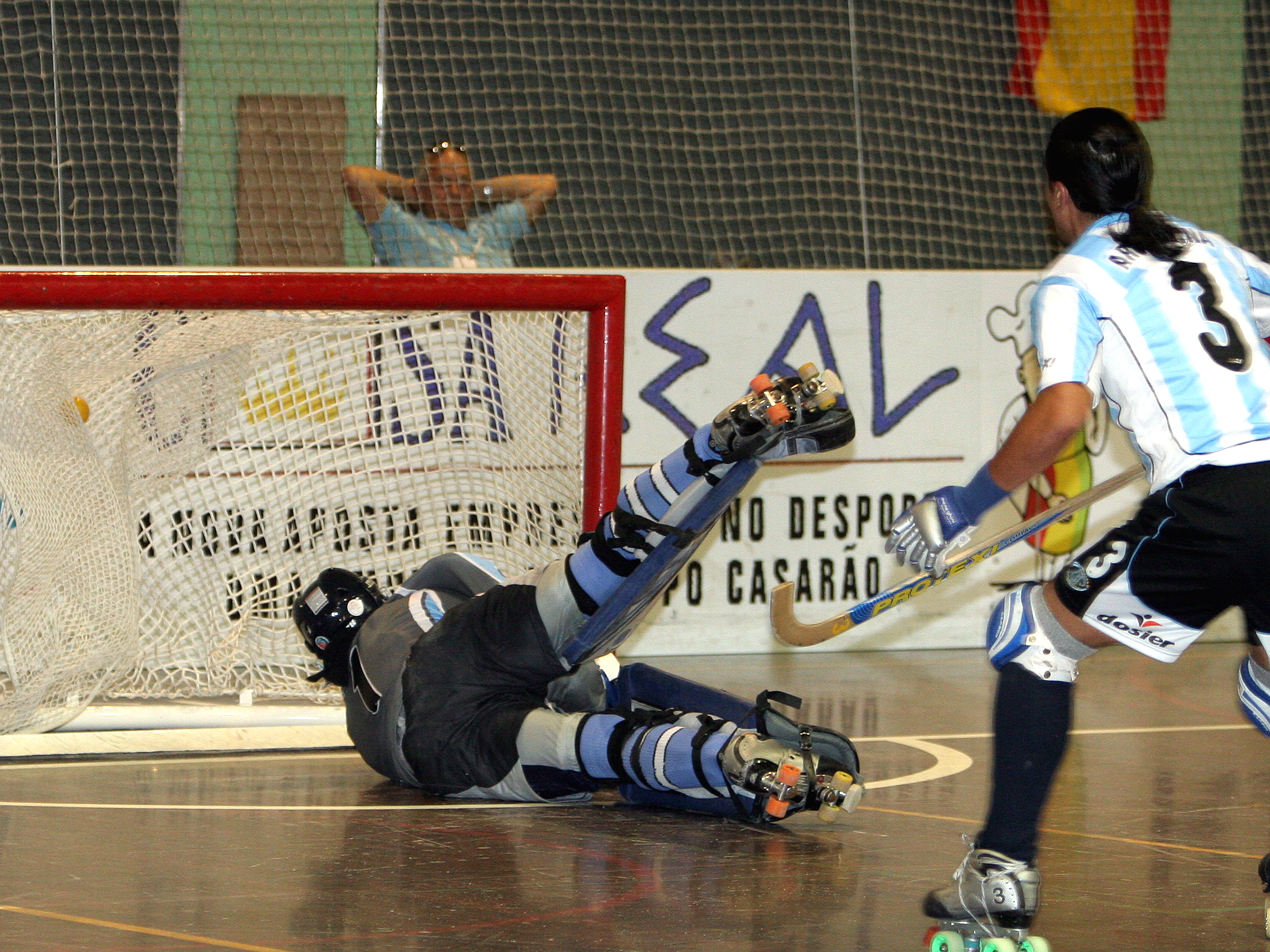
But lors de la demi-finale Suisse-Argentine

Le comité d'organisation compte le soutien des instances locales (Commune de Montreux, Canton de Vaud) et sportives (Office fédéral du sport
de la Confédération Suisse, Swiss Olympic Association, CIRH, Fédération Suisse de Rink-Hockey), mais aussi de d'entreprises internationales (Évian, Compass Group) et locales, et des médias locaux.

### Du noir/blanc à l'arc en ciel
L'atelier artistique Du noir/blanc à l'arc-en-ciel se déroule aussi bien avant, pendant qu'après la compétition. Avant le championnat de novembre 2006 à avril 2007, un atelier pilote avec des jeunes de 9 à 18 ans est réalisé, puis 2 autres pour les membres du comité, les enseignants, les animateurs jeunesse de la Ville de Montreux et les sponsors intéressés. Pendant le championnat l’atelier créatif se déroule sur les quatre jours de la semaine. Après le championnat, de fin juin à début juillet, chaque participant reçoit une part de la toile accompagnée d’un texte rappelant l’événement ainsi que diverses pistes pour continuer la réflexion ou la création. Les parts sont envoyées dans les établissements scolaires suisses ainsi qu’aux délégations sportives étrangères ayant participé.
Grâce à cette manifestation artistique, les participants sont amenés à engager une réflexion sur le racisme et la violence dans le sport. Chacun est libre de s'exprimer de façon créative, et l'émulsion collective autour d'un projet artistique permet à chacun de prendre conscience de ses ressources et de ses qualités.
L'atelier a pour but de créer une œuvre commune en noir et blanc, ainsi qu'une sculpture. L'œuvre peinte a pour thème la différence, de l’égalité, de la violence et du racisme dans le milieu du sport. Elle est ensuite partagée en autant de parts que de participants, afin qu'ils gardent une trace de leur travail et de leur réflexion. La sculpture est construite en assemblant des pierres sur la base du logo de la manifestation. Elle est conservée par la commune de Montreux en souvenir de la manifestation.
Pendant le championnat, cet événement culturel a rassemblé près de 500 participants dont le parrain Johan Djourou, six délégations nationales (Andorre, Angola, Espagne, France, Portugal et Suisse), 20 clubs juniors de rink hockey suisses et seize classes avec leurs enseignants. La toile réalisée, de 10 x 2 mètres a été découpée en 500 parts. La sculpture a été offerte à la commune de Montreux.

### Promotion du sport

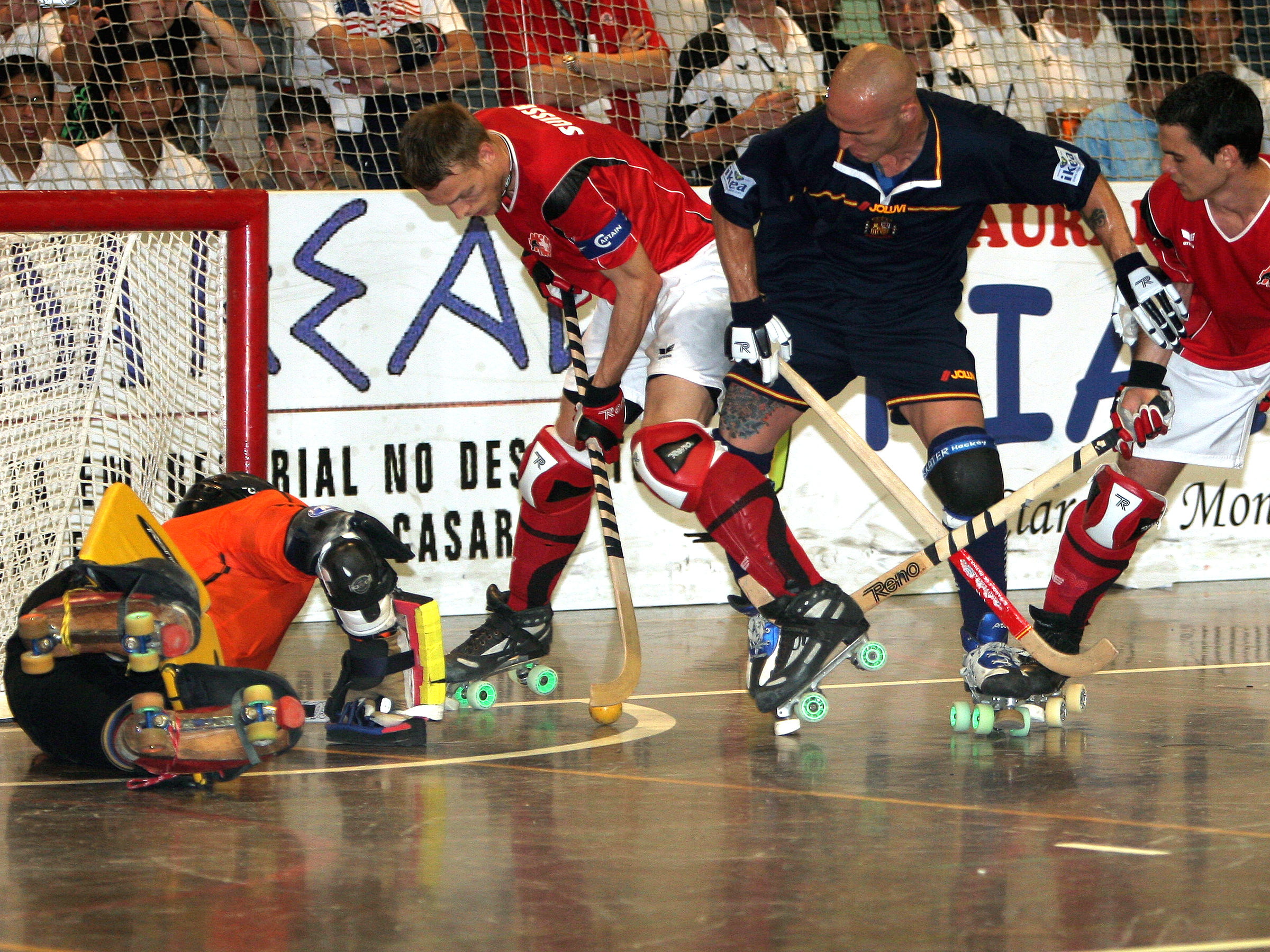
Finale Suisse-Espagne

Au cours de toute la semaine de compétition, des initiations au rink hockey sont organisées pour les enfants à partir de sept ans.
L'espace consacré à cette promotion est situé Quai de Montreux, site du Pierrier et Place du Marché permet de promouvoir ce sport auprès de 1 500 jeunes par une initiation au patinage et un tournoi de rink hockey à trois. Sans esprit de compétition, cette pratique permet de s’initier à un jeu enthousiasmant, rapide et dynamique, en toute sécurité, le port des protections étant obligatoire.
Cette initiation au Rink-Hockey qui fait partie intégrante de la planification générale prévue par les organisateurs sera reprise par la Fédération Suisse après le Mondial et poursuivie de manière intensive avec l’aide des clubs.

## Équipes
Les trois premiers du championnat du monde B (Mozambique,Pays-Bas et Colombie), qui s'est déroulé en septembre 2006 en Uruguay, intègrent ce championnat du monde A. Les 16 équipes participantes ont été réparties dans 4 poules de 4 équipes chacune.
Afin d'éviter la concentration de têtes de séries dans un même groupe, la répartition des équipes pour la phase de qualification est définie en fonction des résultats obtenus par les différentes sélections lors du championnat du monde masculin A 2005, à San Jose, aux États-Unis.
| Groupe A  |
| --------- |
| Espagne   |
| Brésil    |
| Allemagne |
| Colombie  |

| Groupe B  |
| --------- |
| Argentine |
| Angola    |
| Chili     |
| Pays-Bas  |

| Groupe C   |
| ---------- |
| Portugal   |
| France     |
| États-Unis |
| Mozambique |

| Groupe D   |
| ---------- |
| Italie     |
| Suisse     |
| Andorre    |
| Angleterre |

Conformément aux règles internationales, chaque pays participant présente une sélection de dix joueurs, composée de deux gardiens et huit joueurs de champ.

## Déroulement
La compétition est divisée en deux phases.
Durant la phase de qualification, les 16 équipes participant sont réparties dans quatre groupes. La répartition des équipes est effectuée en fonction des résultats du dernier championnat du monde masculin A de rink hockey, qui a eu lieu en 2005 à San Jose aux États-Unis. Dans un groupe, chaque équipe se rencontre une fois afin d'établir un classement, sur lequel se repose l'organisation de la phase finale.
La phase finale permet d'établir le classement final de la compétition. Les deux meilleures équipes de chaque groupe de la phase de qualification sont qualifiés pour les quarts de finale. Les deux équipes les moins bien classées de la phase de qualification se rencontrent dans un tournoi afin de déterminer les places 9 à 16. Tous les matchs de cette phase sont à élimination directe. Les vainqueurs des matchs se disputent les places les plus élevées, alors que les perdants les places les moins élevées.

## Phase de qualification

### Groupe A
Tenant du titre et favori de la compétition, l'Espagne tient son rang lors de la phase qualificative en disposant sur de larges scores de ses adversaires. Seule l'équipe du Brésil arrive à contrarier un peu les ibérique durant une mi-temps.
Le Brésil impose sa technicité à l'Allemagne et réussit à se hisser à la deuxième place du groupe, se qualifiant ainsi pour les quarts de finale.
Enfin, sans surprise, le petit poucet colombien, fraîchement promu du groupe B, se contente de permettre aux autres équipes du groupe de soigner leur goal average.
| Rang | Équipe    | Pts | J | G | N | P | Bp | Bc | Diff |  | Résultats |  |     |     |     |
| ---- | --------- | --- | - | - | - | - | -- | -- | ---- |  | --------- |  | --- | --- | --- |
| 1    | Espagne   | 9   | 3 | 3 | 0 | 0 | 20 | 2  | +18  |  | Espagne   |  | 7-1 | 4-0 | 9-1 |
| 2    | Brésil    | 6   | 3 | 2 | 0 | 1 | 12 | 12 | 0    |  | Brésil    |  |     | 5-3 | 6-2 |
| 3    | Allemagne | 3   | 3 | 1 | 0 | 2 | 9  | 10 | -1   |  | Allemagne |  |     |     | 6-1 |
| 4    | Colombie  | 0   | 3 | 0 | 0 | 3 | 4  | 21 | -17  |  | Colombie  |  |     |     |     |

### Groupe B
Vice-champion du monde en titre, l'Argentine affiche ses objectifs en sortant invaincu, dans un groupe qui s'est avéré plus difficile que prévu. Les joueurs argentins sont en effet accrochés à deux reprises par l'Angola et le Chili.
La seconde place qualificative du groupe revient à l'Angola qui a battu le Chili de peu (2-0).
L'équipe des Pays-Bas, malgré un bon premier match contre le Chili, n'était pas en mesure d'inquiéter la hiérarchie du groupe.
| Rang | Équipe    | Pts | J | G | N | P | Bp | Bc | Diff |  | Résultats |  |     |     |     |
| ---- | --------- | --- | - | - | - | - | -- | -- | ---- |  | --------- |  | --- | --- | --- |
| 1    | Argentine | 9   | 3 | 3 | 0 | 0 | 20 | 2  | +18  |  | Argentine |  | 5-2 | 6-0 | 9-0 |
| 2    | Angola    | 6   | 3 | 2 | 0 | 1 | 11 | 5  | +6   |  | Angola    |  |     | 2-0 | 7-0 |
| 3    | Chili     | 3   | 3 | 1 | 0 | 2 | 4  | 9  | -5   |  | Chili     |  |     |     | 4-1 |
| 4    | Pays-Bas  | 0   | 3 | 0 | 0 | 3 | 1  | 20 | -19  |  | Pays-Bas  |  |     |     |     |

### Groupe C
Favori du groupe C, le Portugal termine premier du groupe en battant tous ses adversaires.
Les Français alternent le bon (match contre le Portugal au cours duquel la France mène &-0 à la mi-temps) et le moins bon (accrochés dans les autres matchs par des équipes plus faibles sur le papier), mais décrochent la seconde place qualificative du groupe.
Le Mozambique, champion du monde B en titre, malgré de bons matchs ne tient pas la distance face à ses adversaires et termine dernier.
| Rang | Équipe     | Pts | J | G | N | P | Bp | Bc | Diff |  | Résultats  |  |     |      |     |
| ---- | ---------- | --- | - | - | - | - | -- | -- | ---- |  | ---------- |  | --- | ---- | --- |
| 1    | Portugal   | 9   | 3 | 3 | 0 | 0 | 22 | 5  | +17  |  | Portugal   |  | 4-1 | 11-0 | 7-4 |
| 2    | France     | 6   | 3 | 2 | 0 | 1 | 11 | 8  | +3   |  | France     |  |     | 6-2  | 4-2 |
| 3    | États-Unis | 3   | 3 | 1 | 0 | 2 | 7  | 20 | -13  |  | États-Unis |  |     |      | 5-3 |
| 4    | Mozambique | 0   | 3 | 0 | 0 | 3 | 9  | 16 | -7   |  | Mozambique |  |     |      |     |

### Groupe D
L'Italie sort première de ce groupe, devant le vice-champion d'Europe en titre et organisateur suisse, qui se qualifie difficilement pour les quarts de finale. Les italiens montrent ainsi leur volonté de reconquérir un trophée qui les fuit depuis 1997.
Le groupe se révèle être très serré et l'Angleterre et Andorre, bien que non qualifiés, sont auteurs de très bons matchs.
| Rang | Équipe     | Pts | J | G | N | P | Bp | Bc | Diff |  | Résultats  |  |     |     |     |
| ---- | ---------- | --- | - | - | - | - | -- | -- | ---- |  | ---------- |  | --- | --- | --- |
| 1    | Italie     | 9   | 3 | 3 | 0 | 0 | 12 | 6  | +6   |  | Italie     |  | 3-1 | 6-4 | 3-1 |
| 2    | Suisse     | 6   | 3 | 2 | 0 | 1 | 7  | 5  | +2   |  | Suisse     |  |     | 5-2 | 1-0 |
| 3    | Angleterre | 3   | 3 | 1 | 0 | 2 | 8  | 12 | -4   |  | Angleterre |  |     |     | 2-1 |
| 4    | Andorre    | 0   | 3 | 0 | 0 | 3 | 2  | 6  | -4   |  | Andorre    |  |     |     |     |

## Phase finale

### Matchs de classement
Les deux équipes les moins bien classées dans chaque groupe de la phase de qualification s'affrontent lors de matchs de classement afin de déterminer la hiérarchie mondiale entre les places 9 à 16.
Les équipes qui terminent aux places 14, 15 et16 sont reléguées dans le groupe mondial B et jouent le championnat du monde B 2008 à Johannesburg.
| Date         | Match          | Équipe 1   | Score | Équipe 2   |
| ------------ | -------------- | ---------- | ----- | ---------- |
| 21 juin 2007 | Places 9 à 16  | Allemagne  | 6-4   | Pays-Bas   |
| 21 juin 2007 | Places 9 à 16  | Chili      | 3-2   | Colombie   |
| 21 juin 2007 | Places 9 à 16  | États-Unis | 1-4   | Andorre    |
| 21 juin 2007 | Places 9 à 16  | Angleterre | 1-2   | Mozambique |
| 22 juin 2007 | Places 13 à 16 | Pays-Bas   | 3-4   | Angleterre |
| 22 juin 2007 | Places 13 à 16 | Colombie   | 4-3   | États-Unis |
| 22 juin 2007 | Places 9 à 12  | Allemagne  | 2-3   | Mozambique |
| 22 juin 2007 | Places 9 à 12  | Chili      | 1-2   | Andorre    |
| 23 juin 2007 | 15e place      | Pays-Bas   | 5-3   | États-Unis |
| 23 juin 2007 | 13e place      | Angleterre | 4-2   | Colombie   |
| 23 juin 2007 | 11e place      | Allemagne  | 5-6   | Chili      |
| 23 juin 2007 | 9e place       | Mozambique | 3-1   | Andorre    |

### Tableau final
Le tableau final regroupe les deux premières équipes de chaque groupe de la phase de qualification. Elle permet d'établir le classement pour les places 1 à 8.
|  | Quarts de finale | Quarts de finale | Quarts de finale | Quarts de finale |         |         | Demi-finales | Demi-finales | Demi-finales | Demi-finales |  |  | Finale | Finale | Finale | Finale |
|  |                  |                  |                  |                  |         |         |              |              |              |              |  |  |        |        |        |        |
|  |                  |                  |                  |                  |         |         |              |              |              |              |  |  |        |        |        |        |
|  |                  |                  |                  |                  |         |         |              |              |              |              |  |  |        |        |        |        |
|  | 1er C            | Portugal         | 2                | 2                |         |         |              |              |              |              |  |  |        |        |        |        |
|  | 1er C            | Portugal         | 2                | 2                |         |         |              |              |              |              |  |  |        |        |        |        |
|  | 2e D             | Suisse           | 3                | 3                |         |         |              |              |              |              |  |  |        |        |        |        |
|  | 2e D             | Suisse           | 3                | 3                | Suisse  | Suisse  | 4            | 4            |              |              |  |  |        |        |        |        |
|  |                  |                  |                  |                  | Suisse  | Suisse  | 4            | 4            |              |              |  |  |        |        |        |        |
|  |                  |                  | Argentine        | Argentine        | 3       | 3       |              |              |              |              |  |  |        |        |        |        |
|  | 2e A             | Brésil           | Argentine        | Argentine        | 3       | 3       | 1            | 1            |              |              |  |  |        |        |        |        |
|  | 2e A             | Brésil           |                  |                  |         |         |              | 1            |              |              |  |  |        |        |        |        |
|  | 1er B            | Argentine        | 2                | 2                |         |         |              |              |              |              |  |  |        |        |        |        |
|  | 1er B            | Argentine        | 2                | 2                | Suisse  | Suisse  | 1            | 1            |              |              |  |  |        |        |        |        |
|  |                  |                  |                  |                  | Suisse  | Suisse  | 1            | 1            |              |              |  |  |        |        |        |        |
|  |                  |                  | Espagne          | Espagne          | 8       | 8       |              |              |              |              |  |  |        |        |        |        |
|  | 1er A            | Espagne          | Espagne          | Espagne          | 8       | 8       | 8            | 8            |              |              |  |  |        |        |        |        |
|  | 1er A            | Espagne          |                  |                  |         |         |              |              |              |              |  |  |        |        |        |        |
|  | 2 e B            | Angola           | 0                | 0                |         |         |              |              |              |              |  |  |        |        |        |        |
|  | 2 e B            | Angola           | 0                | 0                | Espagne | Espagne | 6            | 6            |              |              |  |  |        |        |        |        |
|  |                  |                  |                  |                  | Espagne | Espagne | 6            | 6            |              |              |  |  |        |        |        |        |
|  |                  |                  | Italie           | Italie           | 0       | 0       |              |              |              |              |  |  |        |        |        |        |
|  | 1er D            | Italie           | Italie           | Italie           | 0       | 0       | 3            | 3            |              |              |  |  |        |        |        |        |
|  | 1er D            | Italie           |                  |                  |         |         |              | 3            |              |              |  |  |        |        |        |        |
|  | 2e C             | France           | 1                | 1                |         |         |              |              |              |              |  |  |        |        |        |        |
|  | 2e C             | France           | 1                | 1                |         |         |              |              |              |              |  |  |        |        |        |        |
|  |                  |                  |                  |                  |         |         |              |              |              |              |  |  |        |        |        |        |

Match pour la troisième place
| Équipe 1  | Score | Équipe 2 |
| --------- | ----- | -------- |
| Argentine | 3-2   | Italie   |

Matchs de classement pour les places 5 à 8
|  | Matchs pour places 5 à 8 | Matchs pour places 5 à 8 |                        |   | Match pour la 5e place | Match pour la 5e place |
|  | Matchs pour places 5 à 8 | Matchs pour places 5 à 8 |                        |   | Match pour la 5e place | Match pour la 5e place |
|  |                          |                          |                        |   |                        |                        |
|  |                          |                          |                        |   |                        |                        |
|  |                          |                          |                        |   |                        |                        |
|  | Angola                   | 3                        |                        |   |                        |                        |
|  | Angola                   | 3                        |                        |   |                        |                        |
|  | France                   | 4                        |                        |   |                        |                        |
|  | France                   | 4                        | France                 | 4 |                        |                        |
|  |                          |                          | France                 | 4 |                        |                        |
|  |                          | Portugal                 | 3                      |   |                        |                        |
|  | Brésil                   | Portugal                 | 3                      | 3 |                        |                        |
|  | Brésil                   |                          |                        | 3 |                        |                        |
|  | Portugal                 | 5                        |                        |   |                        |                        |
|  | Portugal                 | 5                        | Match pour la 7e place |   |                        |                        |
|  |                          |                          |                        |   |                        |                        |
|  |                          |                          |                        |   |                        |                        |
|  |                          |                          |                        |   |                        |                        |
|  | Angola                   | 1                        |                        |   |                        |                        |
|  | Angola                   | 1                        |                        |   |                        |                        |
|  | Brésil                   | 7                        |                        |   |                        |                        |
|  | Brésil                   | 7                        |                        |   |                        |                        |

## Classement final
| Place              | Équipe     | Vict.-Déf. |
| ------------------ | ---------- | ---------- |
| Médaille d'or      | Espagne    | 6-0        |
| Médaille d'argent  | Suisse     | 4-2        |
| Médaille de bronze | Argentine  | 5-1        |
| 4                  | Italie     | 4-2        |
| 5                  | France     | 4-2        |
| 6                  | Portugal   | 4-2        |
| 7                  | Brésil     | 3-3        |
| 8                  | Angola     | 2-4        |
| 9                  | Mozambique | 3-3        |
| 10                 | Andorre    | 2-4        |
| 11                 | Chili      | 3-3        |
| 12                 | Allemagne  | 2-4        |
| 13                 | Angleterre | 3-3        |
| 14                 | Colombie   | 1-5        |
| 15                 | Pays-Bas   | 1-5        |
| 16                 | États-Unis | 1-5        |

| Champion du monde 2007 de rink hockey |
| ------------------------------------- |
| align=center                          |
| Espagne Treizième titre               |

### Meilleurs buteurs
| # | Joueur               | Sélection  | Buts |
| - | -------------------- | ---------- | ---- |
| 1 | Jurandyr da Silva    | Brésil     | 12   |
| 2 | Reinaldo Ventura     | Portugal   | 11   |
| 3 | Sergi Panadero Arbat | Espagne    | 9    |
| - | João Vieira          | Angola     | 9    |
| 5 | Pedro Gil Gomez      | Espagne    | 8    |
| - | James Taylor         | Angleterre | 8    |
| 7 | David Farran         | Argentine  | 7    |
| - | Paulo Pereira        | Mozambique | 7    |
| 9 | Sébastien Landrin    | France     | 6    |
| - | Ricardo Oliveira     | Portugal   | 6    |

Source : « Classement des buteurs », sur www.montreux2007.ch (consulté le 23 mars 2009)